# 鎧美女
鎧美女（よろいびじょ）とは、2015年4月18日（17日深夜）より開始されたフジテレビONEで放送されているテレビ番組である。

## 概要
- 毎回、特定の戦国武将に焦点を当て、その人物が着用していた甲冑を紹介する。
- 甲冑はグラビアアイドルが着用し、1枚1枚、甲冑を脱いでいく。脱いでいく度に各パーツについての時代考証や解説が行われる[1]。
- 甲冑を脱いだグラビアアイドルはビキニ姿になり、以下のようなアトラクションが行われる。
  - 真・甲冑痕 修復の刻 - 甲冑の痕がついた肌をオイルマッサージによって手入れされる。
  - 独服の刻 - いわゆる茶道。
  - 温故知新の刻 - 独服の刻に替わって開始。3択クイズが3問出題され、正解するとスイーツが食べられるが、不正解の時は足裏マッサージが課せられる。
  - 自律絶頂の刻 - 温故知新の刻の前に追加。歯応えのある物を食べ、咀嚼音を視聴者に聴かせる。
  - 格言書道 - 甲冑の着用主が残した格言を書にしたためる。
- このように戦国武将や甲冑を題材にした歴史番組としての特質とグラビアアイドルを中心としたバラエティ番組としての性質を併せもつ。
- 番組本編では、細川俊之や若本規夫のような口調の男性によるナレーションが流れるが、スタッフロールにはナレーターの氏名が掲載されていない。

## 放送リスト
| 回  | 初回放送日                   | 武将       | グラビアアイドル    |
| --- | ---------------------------- | ---------- | ------------------- |
| 1   | 2015年4月18日（17日深夜）    | 伊達政宗   | 高崎聖子            |
| 2   | 2015年5月23日（22日深夜）    | 真田幸村   | 藤田可菜            |
| 3   | 2015年6月10日（9日深夜）     | 織田信長   | 倉持由香            |
| 4   | 2015年7月25日（24日深夜）    | 上杉謙信   | 安枝瞳              |
| 5   | 2015年8月5日（4日深夜）      | 直江兼続   | 佐藤聖羅            |
| 6   | 2015年9月23日（22日深夜）    | 豊臣秀吉   | 小泉梓              |
| 7   | 2015年10月12日（11日深夜）   | 黒田官兵衛 | 森田涼花            |
| 8   | 2015年11月24日（23日深夜）   | 立花宗茂   | 菜乃花              |
| 9   | 2015年12月15日（14日深夜）   | 源義経     | 青山ひかる          |
| 10  | 2016年1月23日                | 大友宗麟   | 寺田安裕香          |
| 11  | 2016年2月28日                | 本多忠勝   | 井上早紀            |
| 12  | 2016年3月24日                | 加藤清正   | 田中涼子            |
| 13  | 2016年4月29日（28日深夜）    | 黒田長政   | 橘ゆりか            |
| 14  | 2016年5月25日（24日深夜）    | 石田三成   | 莉音                |
| 15  | 2016年6月22日（21日深夜）    | 真田昌幸   | 安枝瞳（2回目）     |
| 16  | 2016年7月30日（29日深夜）    | 山本勘助   | 西田藍              |
| 17  | 2016年8月19日（18日深夜）    | 藤堂高虎   | 西崎莉麻            |
| 18  | 2016年9月28日（27日深夜）    | 福島正則   | 鈴木咲              |
| 19  | 2016年10月19日               | 榊原康政   | 鈴木ふみ奈          |
| 20  | 2016年11月29日（28日深夜）   | 山内一豊   | 佐山彩香            |
| 21  | 2016年12月13日（12日深夜）   | 毛利輝元   | 片岡沙耶            |
| 22  | 2017年1月24日（23日深夜）    | 織田信長   | 伊藤祐奈            |
| 23  | 2017年2月18日（17日深夜）    | 豊臣秀吉   | 平嶋夏海            |
| 24  | 2017年2月28日（27日深夜）    | 島津義弘   | 和地つかさ          |
| 25  | 2017年3月26日（25日深夜）    | 徳川家康   | 大澤玲美            |
| 26  | 2017年3月29日                | 伊達政宗   | 安枝瞳（3回目）     |
| 27  | 2017年5月1日（4月30日深夜）  | 浅井長政   | 大貫彩香            |
| 28  | 2017年5月22日（21日深夜）    | 前田利家   | RaMu                |
| 29  | 2017年6月28日（27日深夜）    | 上杉謙信   | 倉田瑠夏            |
| 30  | 2017年7月31日（30日深夜）    | 明智光春   | 犬童美乃梨          |
| 31  | 2017年8月23日（22日深夜）    | 武田信玄   | 川崎あや            |
| 32  | 2017年9月25日（24日深夜）    | 織田信長   | 彩川ひなの          |
| 33  | 2017年10月30日（29日深夜）   | 真田幸村   | 橋本梨菜            |
| 34  | 2017年11月25日               | 島津貴久   | 小島みゆ            |
| 35  | 2017年12月24日               | 上杉景勝   | 園都                |
| 36  | 2018年1月23日（22日深夜）    | 毛利元就   | 竹内渉              |
| 37  | 2018年2月20日（19日深夜）    | 井伊直政   | 十枝梨菜            |
| 38  | 2018年3月22日                | 細川忠興   | 神谷えりな          |
| 39  | 2018年4月25日（24日深夜）    | 前田利家   | 彩川ひなの（2回目） |
| 40  | 2018年5月30日（29日深夜）    | 豊臣秀吉   | 葉月ゆめ            |
| 41  | 2018年6月27日（26日深夜）    | 直江兼続   | 久松かおり          |
| 42  | 2018年7月28日（27日深夜）    | 本多忠勝   | 如月さや            |
| 43  | 2018年8月29日（28日深夜）    | 加藤清正   | 菜乃花（2回目）     |
| 44  | 2018年10月1日（9月30日深夜） | 藤堂高虎   | 真島なおみ          |
| 45  | 2018年10月31日（30日深夜）   | 黒田官兵衛 | 永井里菜            |
| 46  | 2018年11月28日（27日深夜）   | 足利尊氏   | 石原由希            |
| 47  | 2018年12月24日               | 立花宗茂   | 美音咲月            |
| 48  | 2019年1月29日（28日深夜）    | 山内一豊   | 田中めい            |
| 49  | 2019年2月23日                | 福島正則   | あいみ              |
| 50  | 2019年3月19日（18日深夜）    | 上杉景勝   | 野田彩加            |
| 51  | 2019年3月20日（19日深夜）    | 井伊直政   | 大貫彩香（2回目）   |
| 52  | 2019年3月29日（28日深夜）    | 榊原康政   | 和地つかさ（2回目） |
| 53  | 2019年4月30日（29日深夜）    | 徳川家康   | 関根優那            |
| 54  | 2019年5月15日（14日深夜）    | 石田三成   | 葉月つばさ          |
| 55  | 2019年6月19日（18日深夜）    | 黒田長政   | 河路由希子          |
| 56  | 2019年7月31日（30日深夜）    | 伊達政宗   | 藤田あずさ          |
| 57  | 2019年8月21日（20日深夜）    | 真田昌幸   | 薄井しお里          |
| 58  | 2019年9月11日（10日深夜）    | 大谷吉継   | 芹沢まりな          |
| 59  | 2019年10月9日（8日深夜）     | 上杉謙信   | 月城まゆ            |
| 60  | 2019年11月12日（11日深夜）   | 島津義弘   | 嶋村瞳              |
| 61  | 2020年1月31日                | 武田信玄   | 高梨瑞樹            |
| 62  | 2020年2月15日（14日深夜）    | 本多忠勝   | 近藤真琴            |
| 63  | 2020年2月15日（14日深夜）    | 直江兼続   | 池尻愛梨            |
| 64  | 2020年3月24日（23日深夜）    | 藤堂高虎   | 桜木美涼            |
| 65  | 2020年4月22日（21日深夜）    | 立花宗茂   | 平野もえ            |
| 66  | 2020年5月21日（20日深夜）    | 大友宗麟   | 桜田愛音            |
| 67  | 2020年6月30日（29日深夜）    | 黒田官兵衛 | 大間乃トーコ        |
| 68  | 2020年7月28日（27日深夜）    | 浅井長政   | 来栖うさこ          |
| 69  | 2020年9月1日（8月31日深夜）  | 加藤清正   | 船岡咲              |
| 70  | 2020年9月22日（21日深夜）    | 毛利元就   | 山本ゆう            |
| 71  | 2020年10月27日（26日深夜）   | 豊臣秀吉   | 松嶋えいみ          |
| 72  | 2020年11月24日（23日深夜）   | 前田利家   | 相沢菜々子          |
| 73  | 2020年12月24日（23日深夜）   | 真田幸村   | 星乃まみ            |
| 74  | 2021年1月26日（25日深夜）    | 足利尊氏   | 茜紬うた            |
| 75  | 2021年2月23日（22日深夜）    | 福島正則   | 佐々木萌香          |
| 76  | 2021年3月26日（25日深夜）    | 徳川家康   | 村上りいな          |
| SP3 | 2021年4月13日（12日深夜）    | 山内一豊   | 竹内花              |
| 77  | 2021年5月4日（3日深夜）      | 石田三成   | 海里                |
| 78  | 2021年6月22日（21日深夜）    | 徳川秀忠   | 美月絢音            |
| 79  | 2021年7月30日（29日深夜）    | 細川忠興   | メイリ              |
| 80  | 2021年8月24日（23日深夜）    | 井伊直政   | 東雲うみ            |
| SP4 | 2021年9月9日（8日深夜）      | 真田昌幸   | 緒方咲              |
| 81  | 2021年11月30日（29日深夜）   | 島津義弘   | RaMu（2回目）       |
| 82  | 2021年11月30日（29日深夜）   | 上杉謙信   | 片岡沙耶（2回目）   |
| 83  | 2021年12月25日（24日深夜）   | 榊原康正   | 桜りん              |
| 84  | 2022年2月1日（1月31日深夜）  | 浅井長政   | 山田南実            |
| 85  | 2022年2月22日（21日深夜）    | 直江兼続   | 竹川由華            |
| 86  | 2022年3月29日（28日深夜）    | 藤堂高虎   | 赤羽もも            |
| SP6 | 2022年4月28日（27日深夜）    | 本多忠勝   | 葉月愛梨            |
| SP7 | 2022年5月3日（2日深夜）      | 加藤清正   | 藤井マリー          |
| 87  | 2022年6月28日（27日深夜）    | 黒田官兵衛 | 新田ゆう            |
| 88  | 2022年7月26日（25日深夜）    | 黒田長政   | 真田まこと          |
| 89  | 2022年8月30日（29日深夜）    | 武田信玄   | 松嶋えいみ（2回目） |
| 90  | 2022年9月6日（5日深夜）      | 豊臣秀吉   | 芹沢まりな（2回目） |
| 91  | 2022年11月24日（23日深夜）   | 細川忠興   | 鈴木聖              |
| 92  | 2022年12月26日（25日深夜）   | 立花宗茂   | 徳江かな            |
| 93  | 2023年1月31日（30日深夜）    | 上杉景勝   | 紅羽祐美            |
| 94  | 2023年2月25日（24日深夜）    | 福島正則   | 葉月美優            |
| 95  | 2023年4月25日（24日深夜）    | 織田信長   | 三田悠貴            |
| 96  | 2023年5月25日（24日深夜）    | 徳川家康   | 乃木結夢            |
| 97  | 2023年6月27日（26日深夜）    | 徳川秀忠   | 池田ゆうな          |
| 98  | 2023年7月13日（12日深夜）    | 源義経     | 岡本杷奈            |
| 99  | 2023年9月26日（25日深夜）    | 榊原康政   | 坂上未優            |
| 100 | 2023年9月27日（26日深夜）    | 前田利家   | 斎藤恭代            |
| 101 | 2023年11月30日（29日深夜）   | 浅井長政   | 小森ほたる          |
| 102 | 2023年12月25日（24日深夜）   | 伊達政宗   | そよん              |
| 103 | 2024年2月29日（28日深夜）    | 井伊直政   | 浅川まりな          |
| 104 | 2024年3月27日（26日深夜）    | 石田三成   | 瀬戸なみ            |
| 105 | 2024年4月30日（29日深夜）    | 本多忠勝   | 弓川いち華          |
| 106 | 2024年5月29日（28日深夜）    | 黒田長政   | 佐野水柚            |
| 107 | 2024年6月26日（25日深夜）    | 織田信長   | 彩川ひなの（3回目） |
| 108 | 2024年7月24日（23日深夜）    | 山内一豊   | 藤井マリー（2回目） |
| 109 | 2024年8月28日（27日深夜）    | 島津義弘   | かれしちゃん        |
| 110 | 2024年9月25日（24日深夜）    | 真田昌幸   | 姫野みなみ          |
| 111 | 2024年11月27日（26日深夜）   | 黒田官兵衛 | 月野もも            |
| 112 | 2024年12月25日（24日深夜）   | 細川忠興   | 山田あい            |
| 113 | 2024年12月25日（24日深夜）   | 武田信玄   | 小坂田純奈          |
| 114 | 2025年1月29日（28日深夜）    | 豊臣秀吉   | 西野夢菜            |
| 115 | 2025年2月26日（25日深夜）    | 大友宗麟   | 藤渡小百合          |
| 116 | 2025年3月17日（16日深夜）    | 立花宗茂   | 荒牧理沙            |
| 117 | 2025年5月1日（4月30日深夜）  | 毛利元就   | 谷碧                |
| 118 | 2025年5月21日（20日深夜）    | 上杉謙信   | 石井優希            |
| 119 | 2025年6月18日（17日深夜）    | 藤堂高虎   | ミンミコ            |
| 120 | 2025年7月22日（21日深夜）    | 直江兼続   | 朝比奈みゆう        |
| 121 | 2025年8月26日（25日深夜）    | 武田信玄   | 月野もも（2回目）   |

## スタッフ
- 歴史監修：鎧美女制作委員会
- 使用楽曲：レキシ 「きらきら武士 feat. Deyonna」
- ロケ技術：三好隆太、土屋吉正、田村  葵、末廣政次、清水友弥　他【回で替わる】
- 技術監修：ヒーリングアーツあまら
- 音効：猪俣功一
- CG：武井誠司
- 編集：金塚 誠、三島彩穂、坂本久志　他【回で替わる】
- MA：真嶋祐司、菅野友和、沖 憲明　他【回で替わる】
- スチール：関村 良
- メイク：中田有美
- 協力：コマチ堂、TRIPOT、丸武産業、お花茶屋森谷邸
- 技術協力：レック、NiTRØ
- ブレーン：石原慎也
- 構成：鹿谷忠弘
- ディレクター：高山飛鳥
- プロデューサー：小泉哲朗、小島有星 → 石原舞以子
- 企画・チーフプロデューサー：門澤清太
- 制作協力：トップシーン
- 制作著作：フジテレビ

## 他媒体展開

### 写真集
- 鎧美女（2016年10月26日、ポニーキャニオン）124分DVD付き写真集。発売日までの19回の放送内容から、藤田可菜（真田幸村）／倉持由香（織田信長）／安枝瞳（上杉謙信）／佐藤聖羅（直江兼続）／小泉梓（豊臣秀吉）／森田涼花（黒田官兵衛）／菜乃花（立花宗茂）／青山ひかる（源義経）／寺田安裕香（大友宗麟）／井上早紀（本多忠勝）／田中涼子（加藤清正）／橘ゆりか（黒田長政）の12美女を収録[6]。

### 雑誌連載
- 2018年6月21日発売『週刊実話』（日本ジャーナル出版）2018年7月5日号より「鎧美女」のタイトルでグラビア連載。当該号では27日放送分の鎧グラビアが掲載と先行掲載の形をとる[7]。